# 斯科比砂鰩
斯科比砂鰩（學名：Psammobatis scobina），為軟骨魚綱鰩目單鰭鰩科砂鰩屬的一種，分布於東南太平洋與西南大西洋智利、烏拉圭及阿根廷海域，深度40至450公尺，體長可達43公分，棲息在硬底質海域，為底棲性魚類，屬肉食性，卵生, 卵囊為長方形具有僵硬的觸角，生活習性不明。